# African transformation movement
African Transformation Movement (ATM) är ett politiskt parti i Sydafrika. Partiledare är Vuyolwethu Zungula.

## Politiska utspel och ställningstaganden
I december 2021 - det vill säga under den globala pandemin – gick partiet ut med sitt motstånd mot obligatorisk vaccination mot COVID-19.

## Valresultat
Partiet ställde upp i valet 2019 och vann två mandat i parlamentet. Partiet lyckades också knipa ett mandat i Östa Kap och ett i regionen KwaZulu-Natal.